# Leptogium burnetiae
Leptogium burnetiae är en lavart som beskrevs av C. W. Dodge. Leptogium burnetiae ingår i släktet Leptogium och familjen Collemataceae.   Inga underarter finns listade i Catalogue of Life.

## Källor

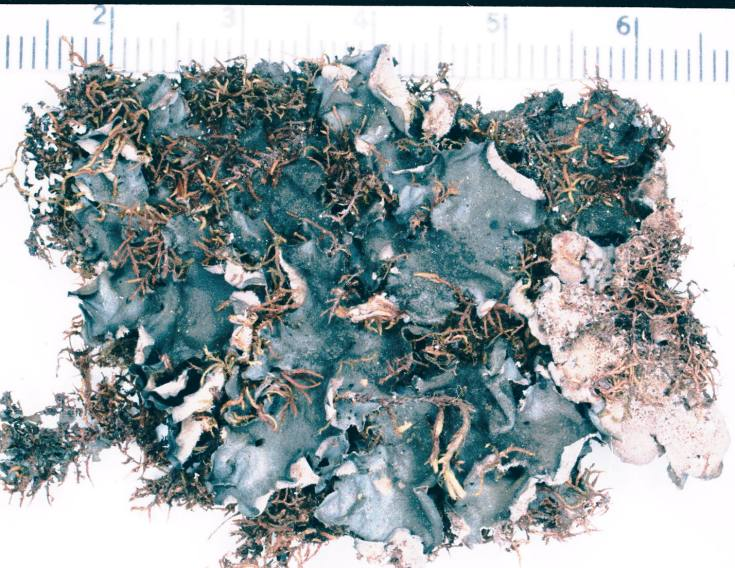
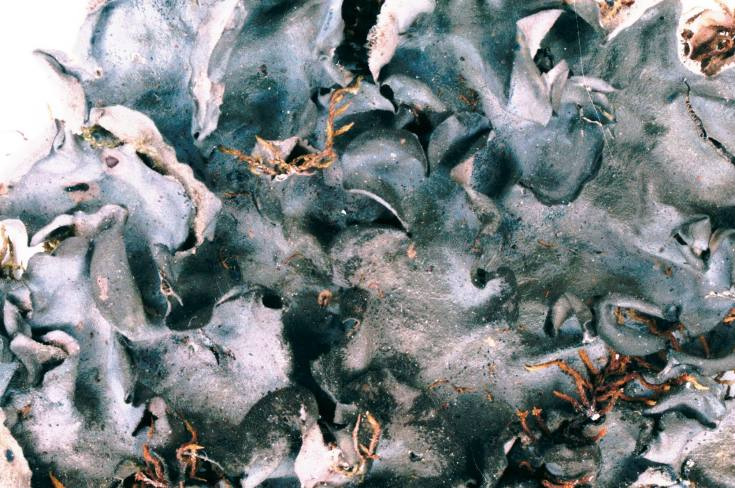
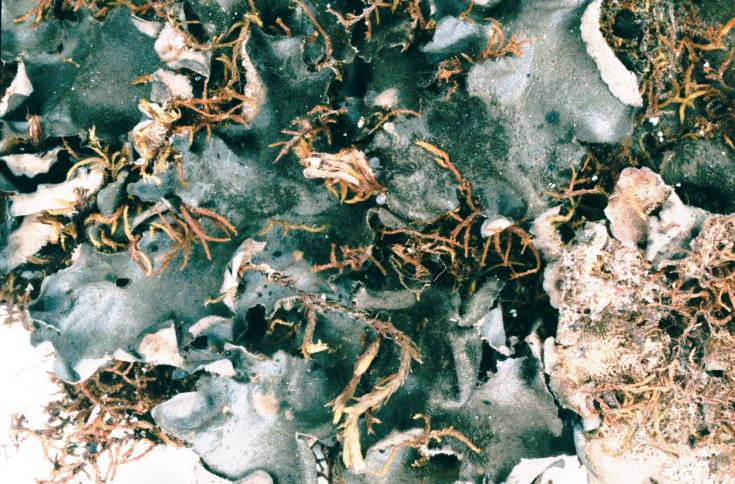
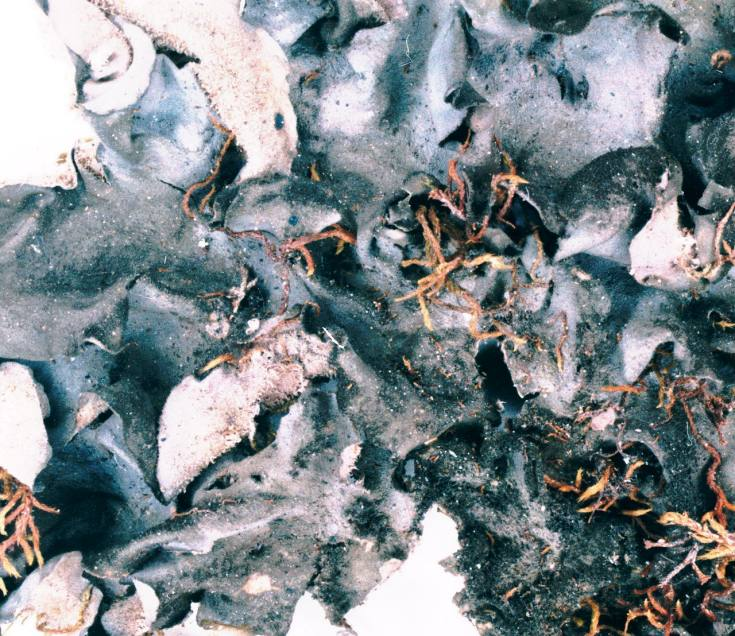
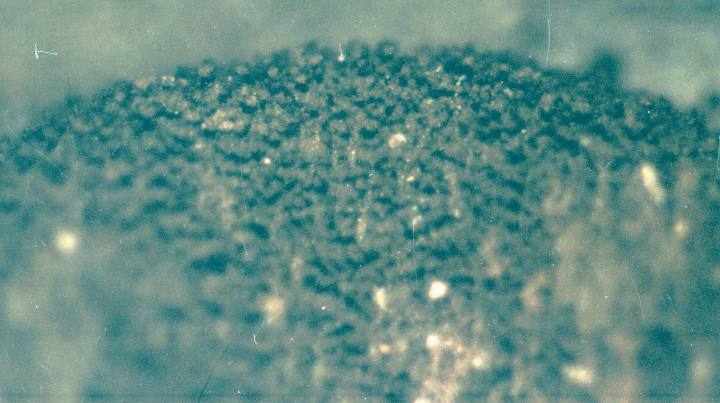
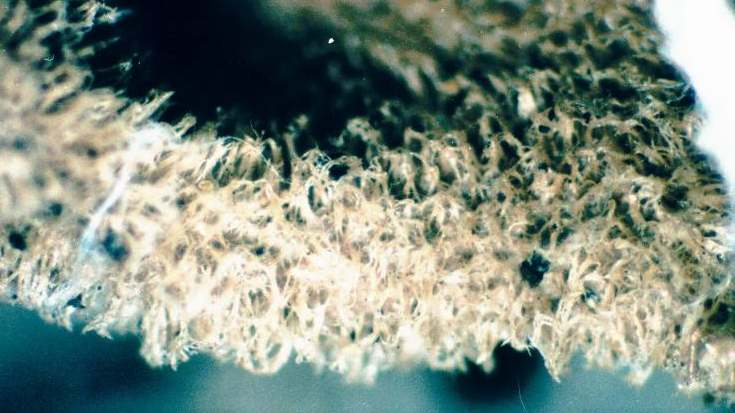
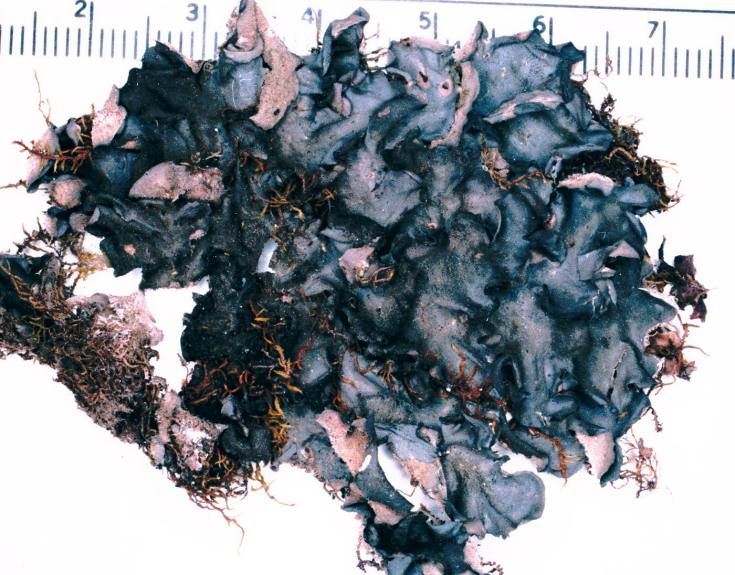